# تريفيزو

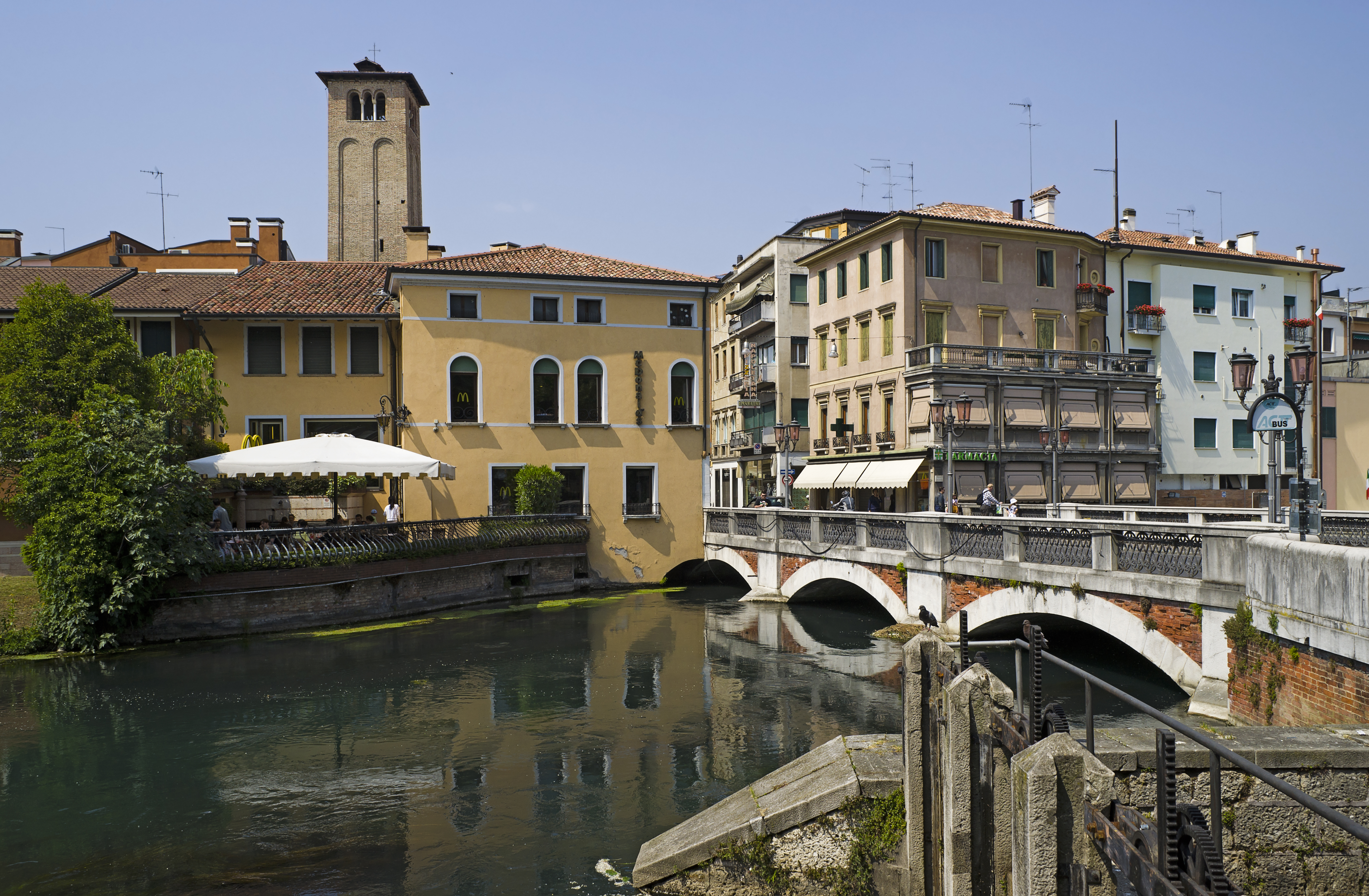
جسر على نهر سيلي

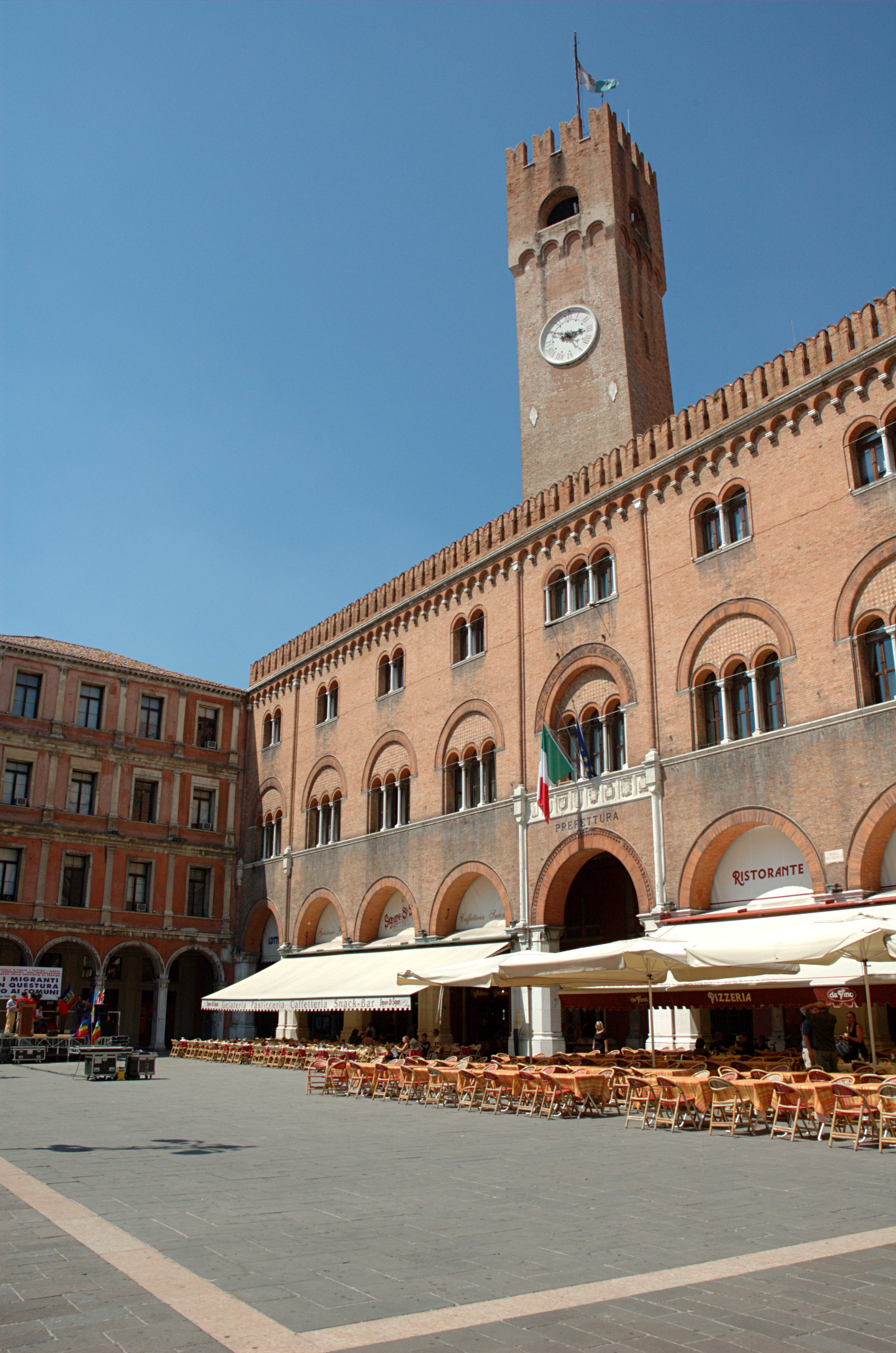
ساحة السادة

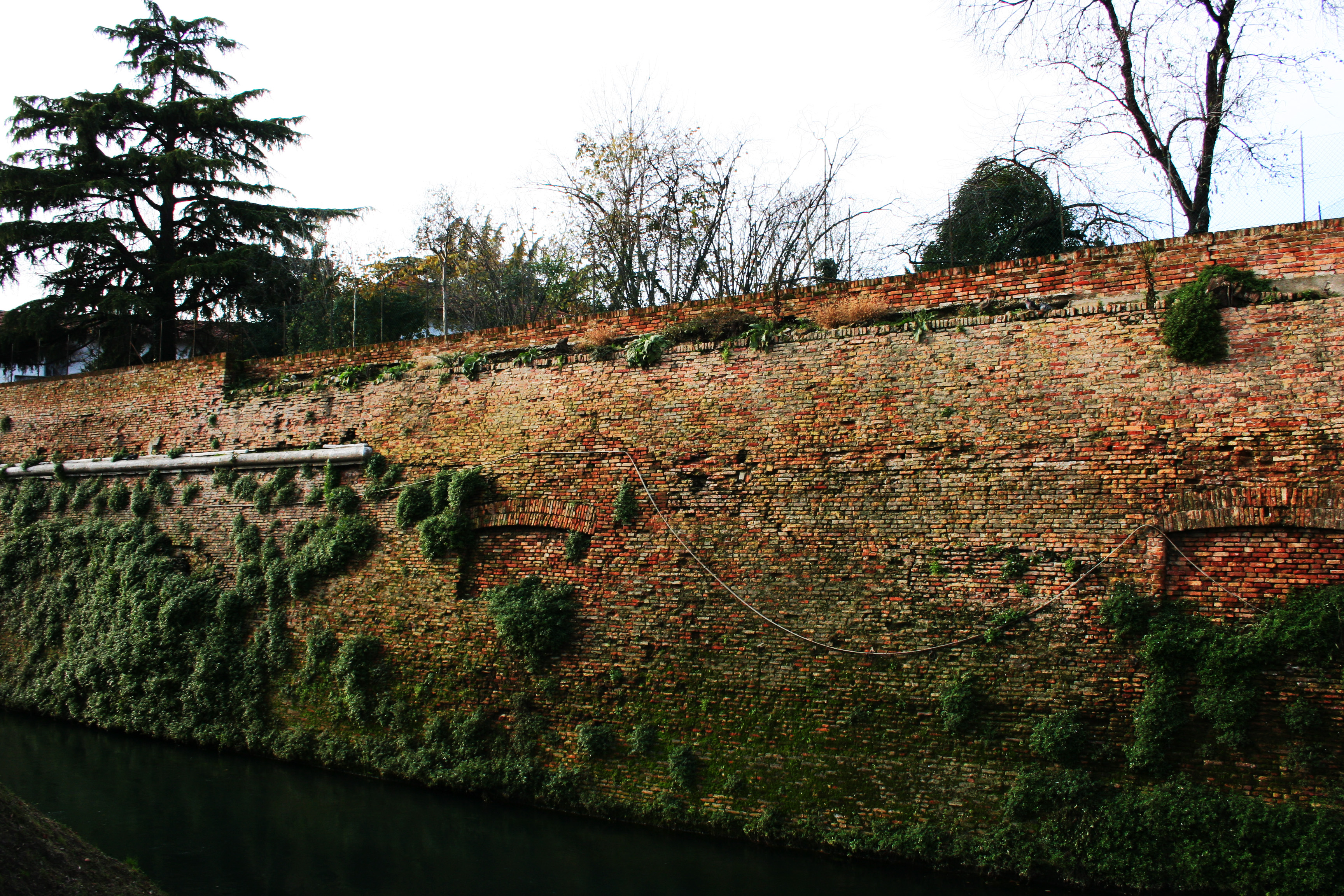
أسوار المدينة

تريفيزو (بالإيطالية: Treviso)‏ مدينة شمال شرق إيطاليا، في إقليم فينيتو وعاصمة مقاطعة تريفيزو، تبعد 15 كم جنوب غرب الضفة اليمينى نهر بيافي ،بين خليج فينيسيا وجبال الألب، وعند إالتقاء نهر سيلي ونهر بوتينيغا، من أشهر أبناءها الأخوة بينيتون أصحاب شركة الملابس العالمية، عدد سكانها 82.399 نسمة.

## المناخ
يظهر الجدول التالي التغييرات المناخية على مدار السنة لتريفيزو:
| البيانات المناخية لـتريفيزو       | البيانات المناخية لـتريفيزو | البيانات المناخية لـتريفيزو | البيانات المناخية لـتريفيزو | البيانات المناخية لـتريفيزو | البيانات المناخية لـتريفيزو | البيانات المناخية لـتريفيزو | البيانات المناخية لـتريفيزو | البيانات المناخية لـتريفيزو | البيانات المناخية لـتريفيزو | البيانات المناخية لـتريفيزو | البيانات المناخية لـتريفيزو | البيانات المناخية لـتريفيزو | البيانات المناخية لـتريفيزو |
| الشهر                             | يناير                       | فبراير                      | مارس                        | أبريل                       | مايو                        | يونيو                       | يوليو                       | أغسطس                       | سبتمبر                      | أكتوبر                      | نوفمبر                      | ديسمبر                      | المعدل السنوي               |
| --------------------------------- | --------------------------- | --------------------------- | --------------------------- | --------------------------- | --------------------------- | --------------------------- | --------------------------- | --------------------------- | --------------------------- | --------------------------- | --------------------------- | --------------------------- | --------------------------- |
| متوسط درجة الحرارة الكبرى °م (°ف) | 7 (44)                      | 9 (48)                      | 13 (56)                     | 17 (63)                     | 22 (72)                     | 26 (78)                     | 28 (83)                     | 28 (82)                     | 24 (76)                     | 19 (66)                     | 12 (54)                     | 7 (45)                      | 18 (64)                     |
| متوسط درجة الحرارة الصغرى °م (°ف) | −2 (29)                     | −1 (31)                     | 3 (38)                      | 7 (45)                      | 12 (53)                     | 16 (60)                     | 17 (63)                     | 17 (62)                     | 14 (57)                     | 9 (48)                      | 3 (38)                      | −1 (31)                     | 8 (47)                      |
| الهطول مم (إنش)                   | 66 (2.6)                    | 64 (2.5)                    | 71 (2.8)                    | 69 (2.7)                    | 89 (3.5)                    | 100 (4.1)                   | 66 (2.6)                    | 91 (3.6)                    | 76 (3)                      | 81 (3.2)                    | 86 (3.4)                    | 64 (2.5)                    | 930 (36.5)                  |
| متوسط أيام هطول الأمطار           | 6.3                         | 6.2                         | 7.1                         | 8.6                         | 9.6                         | 9.4                         | 6.9                         | 7.3                         | 6.2                         | 6.4                         | 7.4                         | 6.5                         | 87.9                        |
| المصدر: Weatherbase               |                             |                             |                             |                             |                             |                             |                             |                             |                             |                             |                             |                             |                             |

## السكان
في سنة 1871 بلغ عدد السكان 29٬074 نسمة، وتطور العدد ليصل في سنة 2018 لـ 85٬136 نسمة.
يظهر هذا المخطط البياني تطور النمو السكاني لـ تريفيزو

## التاريخ
يرى بعض العلماءأن المدينة قديمة Tarvisium تارفيسيوم تستمد من اسمها من مستوطنة لقبيلة Taurusci تاوروشي السلتية. وقد رأى علماء آخرون أن الاسم له أصل هند أوروبي حيث tarvos تارفوس تعني «الثور».
تارفيسيوم بلدة رومانية بعد أن ضمها الرومان للإمبراطورية بعد التغلب على الغال، المدينة كانت على مقربة من طريق بوستوميا التي ترتبط بين أوبيتيرجيوم واكويليا، الموقعين الرئيسيين في فينيتو للرومان في العصور القديمة وفي العصور الوسطى المبكرة.

## توأمة
لتريفيزو اتفاقيات توأمة مع كل من:
- تيميشوارا (27 مارس 2003 - )[11]
- أورليان (1959 - )[12]
- ساراسوتا
- كاين
- كوريتيبا
- نيوكوين
- إلباسان

## أعلام
- بندكت الحادي عشر
- جوزيبي كارون
- بير أندريا ساكاردو
- دينيس ماركوناتو
- لوتشيانو فانسينزونا
- توتيلا
- كانغراندي الأول ديلا سكالا
- جينو روسي